# نابليون عابرا جبال الألب (لوحة)
نابليون عابرًا جبال الألب (بالفرنسية: Bonaparte franchissant le Grand-Saint-Bernard)‏ (والمعروفة أيضًا باسم نابليون ومروره بسان برنارد أو بونابرت عابرًا جبال الألب أو بورتريه فروسي لبونابرت بجبل سان برنارد) هو عنوان خمسة إصدارات للوحة الزيتية التي أبدعها الرسام الفرنسي جاك لوي دافيد للإمبراطور الفرنسي نابليون بونابرت فيما بين عامي 1801 و1805. ورسم جاك لوي دافيد هذه اللوحة بناءً على طلب القائد بونابارت نفسه، الذي لم يكن قد تُوج إمبراطورًا حتى ذلك الوقت. وقد كلفه برسمها في البداية السفير الإسباني في فرنسا. وتظهر اللوحة نسخة مثالية معبرة بدرجة كبيرة عن قيادة بونابرت لجيشه وعبورهم جبال الألب عام 1800 في محاولة منهم لمفاجأة جيش النمسا المتمركز في إيطاليا. وبالرغم من أن بونابرت قام بامتطاء البغل بدلًا من الحصان، عند عبوره جبال الألب، نزولًا على نصيحة مستشاريه الذين أقنعوه أن البغال أكثر قدرة على التحمل والعمل في الأجواء الشديدة البرودة، إلا أنه في الوقت ذاته فضل أن يظهر بحصانه بطريقة معينة تعطي انطباعًا عن صاحب الحصان وجسارته. وتظهر اللوحة نابليون مرتديًا رداءً أحمر اللون طويلًا مع قبعة وسيفًا مرصعين بالذهب. وتبرز أسماء شخصيات تاريخية هامة مثل شارليمان وهانيبال ونابليون. وفي مقدمة اللوحة محفورة فوق الصخور المثلجة. أما الخلفية فتُظهر بعض الجنود مع أسلحتهم في محاولة منهم لصعود الجبل تحت سماء رمادية ملبدة بالغيوم.